# Baeosemus ibericus
Baeosemus ibericus är en stekelart som beskrevs av Gokhman 1994. Baeosemus ibericus ingår i släktet Baeosemus och familjen brokparasitsteklar. Inga underarter finns listade.